# Janusz Krawczyk
Janusz Krawczyk (ur. 17 grudnia 1949 w Bielsku, zm. 3 kwietnia 2021 Bielsku-Białej) – polski saneczkarz, startujący w latach 60. i 70. XX wieku. Medalista mistrzostw Europy, mistrz Polski w jedynkach (1970).

## Kariera sportowa
Był zawodnikiem BBTS Włókniarza Bielsko-Biała. Jego jedynym sukcesem na arenie międzynarodowej był brązowy medal mistrzostw Europy w 1971, w dwójce (wraz z Tadeuszem Radwanem). Na tych samych zawodach w jedynkach zajął 13. miejsce.  Reprezentował Polskę na mistrzostwach świata w 1970 (16 m. w jedynkach, 14 m. w dwójkach) i 1971 (24 m. w jedynkach, 6 m. w dwójkach).